# 韓当
韓 当（かん とう）は、中国後漢末期から三国時代の武将。呉に仕えた。幽州遼西郡令支県の人。字は義公。子は韓綜。『三国志』呉志に伝がある。

## 生涯
弓術・馬術に優れ体力もあったため、孫堅に見出され部下に採り立てられた。『呉書』によると、危険を冒しつつ敵を破ったり、賊を捕虜にするなど活躍した。当時は従軍の身分に過ぎなかったという、英雄豪傑たちに功績を切り取られたため、爵位を与えられることはなく、孫堅の世代を通じて別部司馬となる。また孫策にも仕え、江東に出陣し三郡（会稽・丹陽・呉）の討伐に参加して先登校尉となった。兵士2千・騎馬50頭を与えられた。さらに孫策の劉勲討伐にも参加し、援軍の黄祖軍を破って、鄱陽郡の制圧にも同行、楽安県長となった。その後、山越は韓当の武勇に恐れをなし、従順な態度を取るようになったといわれる。『呉録』には、孫策が黄祖を討伐した時の上奏文が収録されており、行先登校尉であった韓当の名もその中に記されている。孫策亡き後は孫権に仕えた。
建安13年（208年）、赤壁の戦いでは中郎将となり、周瑜や程普達と共に曹操軍を迎撃した。この戦いで、黄蓋が流れ矢にあたり水中に転落し、兵卒と間違えられ便所の側に放置されていたが、黄蓋が声を振り絞って韓当を呼んだため、韓当は黄蓋を保護し、涙を流して衣服を取り換えてやったという。建安14年（209年）、陳蘭の援軍に赴いたが、曹操軍の臧覇に敗れた。建安24年（219年）、呂蒙達と共に南郡攻略に参加し、これを奪取した。その功績で偏将軍まで昇り、永昌太守にも任命された。
黄武元年（222年）、夷陵の戦いでは陸遜・朱然と共に劉備が指揮を執る蜀漢軍を迎え撃ち、涿郷で蜀軍を大破した。この功績により威烈将軍にうつり、都亭侯に封じられた。
同年、魏の曹真が南郡（江陵）に攻め寄せて来た時は（三方面での戦い）、城の東南部を守備した。この戦いで統帥として、将兵を励まし一致団結して守りを固め、また中央からの目付の意見にはよく従い、法令を遵守したので、孫権に信頼された。黄武2年（223年）、石城侯に封じられ、昭武将軍へ昇進した。また冠軍太守に任命され、都督の称号も与えられた。
後に敢死・解煩兵（呉軍の特殊部隊）一万人の指揮を執り、丹陽郡の賊を討伐し破った。それから間もなくして病気のため死去した。

## 三国志演義
小説『三国志演義』では、反董卓連合に参加した孫堅配下の4将軍の一人として、程普・黄蓋・祖茂と共に登場し、大刀を武器として奮う武人とし紹介される。孫堅が袁紹と仲違いした時は、程普・黄蓋と共に袁紹軍の顔良・文醜と睨み合いをしている。孫堅が劉表を攻撃し戦死する直前の場面では、凶兆が出ていることを孫堅に伝えている。その後も孫策・孫権の配下として活躍し、後に周泰とペアで行動することが多く、赤壁の戦いの緒戦では、旧袁紹軍の降将で構成された曹操軍の先鋒隊を、周泰と共に迎撃し焦触を討ち取っている。また苦肉の策を成功させた黄蓋が、敵の矢を受け河に落ちていたところを助けている。周泰と共に迎撃し文聘を打ち負かした。南郡の戦いでは、曹洪との一騎討ちで勝利した。濡須口の戦いにおいては、周泰と共に許褚を迎撃し、許褚は辛くも曹操を救い出した。夷陵の戦いにおいては、孫氏三代に仕えた将軍として、周泰達と共に陸遜の指揮に不満を漏らすが、陸遜に戒められている（史実では、不満を漏らした人物の名は不詳である）。

## 子
韓綜-父の死後、韓綜が爵位を継承した。黄武5年（226年）、孫権は石陽に軍を進めたが、韓綜は父親の喪に服しているということで、武昌に留まって守りにあたらせた。しかるに韓綜は、淫乱にふけり無法を働いた。孫権は、韓当に免じてそれをとがめなかったのであるが、韓綜は内心、懼れをいだき、黄武6年（227年）閏12月に韓当の棺を持って、母親や家族、それに部曲など、男女数千人を引きつれて、魏に逃げ込んだ。魏の将軍となった韓綜はしばしば辺境を犯し、呉の平民を殺害した。孫権は彼が攻めてくると聞くといつも悔しがっていた。
建興元年（252年）、東興の戦いでは韓綜は前軍督として魏の先鋒となったが、戦いに敗れて命を落とした。諸葛恪が彼の首を斬って都に送り、孫権の廟にそのことを報告した。